# Canadian Bacon
Canadian Bacon är en amerikansk komedi från 1995 i regi av Michael Moore med John Candy och Alan Alda i huvudrollerna som sheriff Bud Boomer respektive den amerikanske presidenten.

## Handling
Canadian Bacon handlar om en amerikansk president som inleder en propagandakampanj mot Kanada för att öka sin popularitet hos det amerikanska folket, efter att kalla krigets slut bland annat lett till nedläggningen av R.J. Hackers försvarsindustri i Niagara Falls. Kanada vill helst inte delta i det nya kalla kriget, och USA (med undantag för Hacker) vill inte heller att kampanjen ska eskalera till väpnad konflikt. Problem uppstår dock när en grupp från Niagara Falls, omfattande sheriff Bud Boomer, hans vicesheriff Honey och deras vänner Roy Boy och Kabral Jabar bestämmer sig för att på egen hand anfalla Kanada (genom att under en nattlig räd sprida skräp i en kanadensisk park). Honey glöms kvar på kanadensisk mark och de andra startar en räddningsexpedition för att få tillbaka henne.

## Produktion
Canadian Bacon är regisserad av Michael Moore som också skrivit manus och spelar en statistroll.

## Roller (urval)
- John Candy – sheriff Bud B. Boomer
- Alan Alda – den amerikanske presidenten
- Rhea Perlman – vicesheriff Honey
- Kevin J. O'Connor – Roy Boy
- Bill Nunn – Kabral Jabar
- Kevin Pollak – Stuart Smiley (nationell säkerhetsrådgivare)
- Rip Torn – general Dick Panzer
- G.D. Spradlin – R. J. Hacker, ägare av Hacker Dynamics
- James Belushi – Charles Jackal (journalist på TV-kanalen NBS)
- Dan Aykroyd – kanadensisk polis
- Steven Wright – RCMP-officer vid högkvarteret
- Michael Moore – demonstrant